# Rubáí
Rubáí (mn. č. rubáijját) též psáno jako rubáʿiját, rubajáš nebo Rubāʿī (persky: رباعی ,mn. č. : رباعيات) je čtyřveršový útvar perské poezie s rýmovým schéma AA BA nebo AA AA.

## Omar Chajjám
Omar Chajjám (18. května 1048 Níšápúr – 4. prosince 1131) byl významný perský básník. V českých zemích byly Chajjámovy verše poprvé zveřejněny v roce 1853 v časopisu Lumír, když dvě z jeho čtyřverší z němčiny přeložil Svatopluk Čech. V roce 1859 byl vydán výbor jeho poezie pod názvem The Rubbaiyat of Omar Khayyam ve volném překladu anglického básníka Edwarda FitzGeralda, který vyvolal velký ohlas a přinesl mu světovou proslulost.

## Další autoři
Abulhasan Charaqání, Abulvefá Chárezmí, Abú Sa’íd, Enájet Chán Ášná, Bábá Afzal, Feríd-ud-dín Attár, Bá’es Hamadání, Džámí, Fachre Rází, Ferkí Chorásání, Haqqí Chánsárí, Šeich ’Iráqí, Dželál-ud-dín Maulaví Rúmí, Mohammad Qásem Mašhadí, Mohammad Taqí Mírzá, Mo’men Jazdí, Ne’metolláh Valí Kermání, Alí-naqí, Nešát Esfahání, Rúzbehán Šírází, Sa’dí, Sa’d-uddín Hamaví, Sájer Ordúbádí, Šáh Badachšání, Sehábí Asterábádí a další

## Galerie

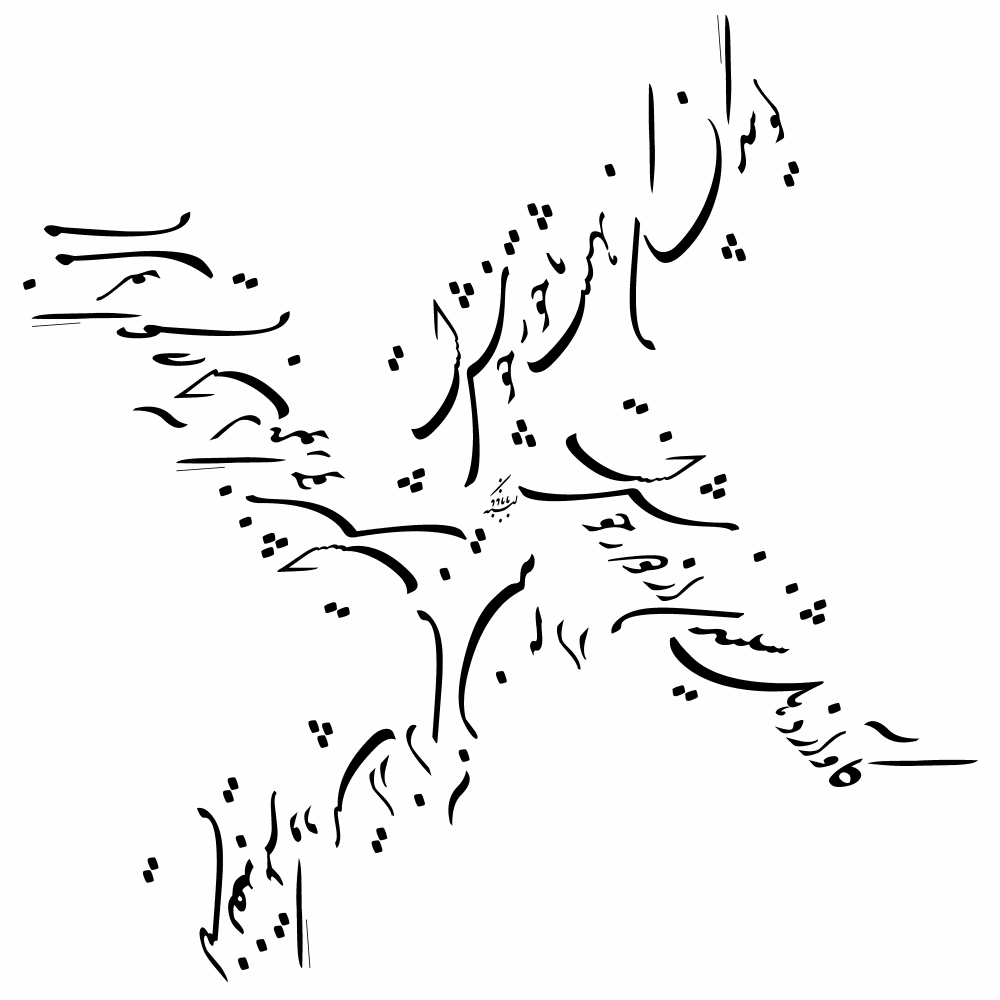
jeden z Chajjámího rubajášů
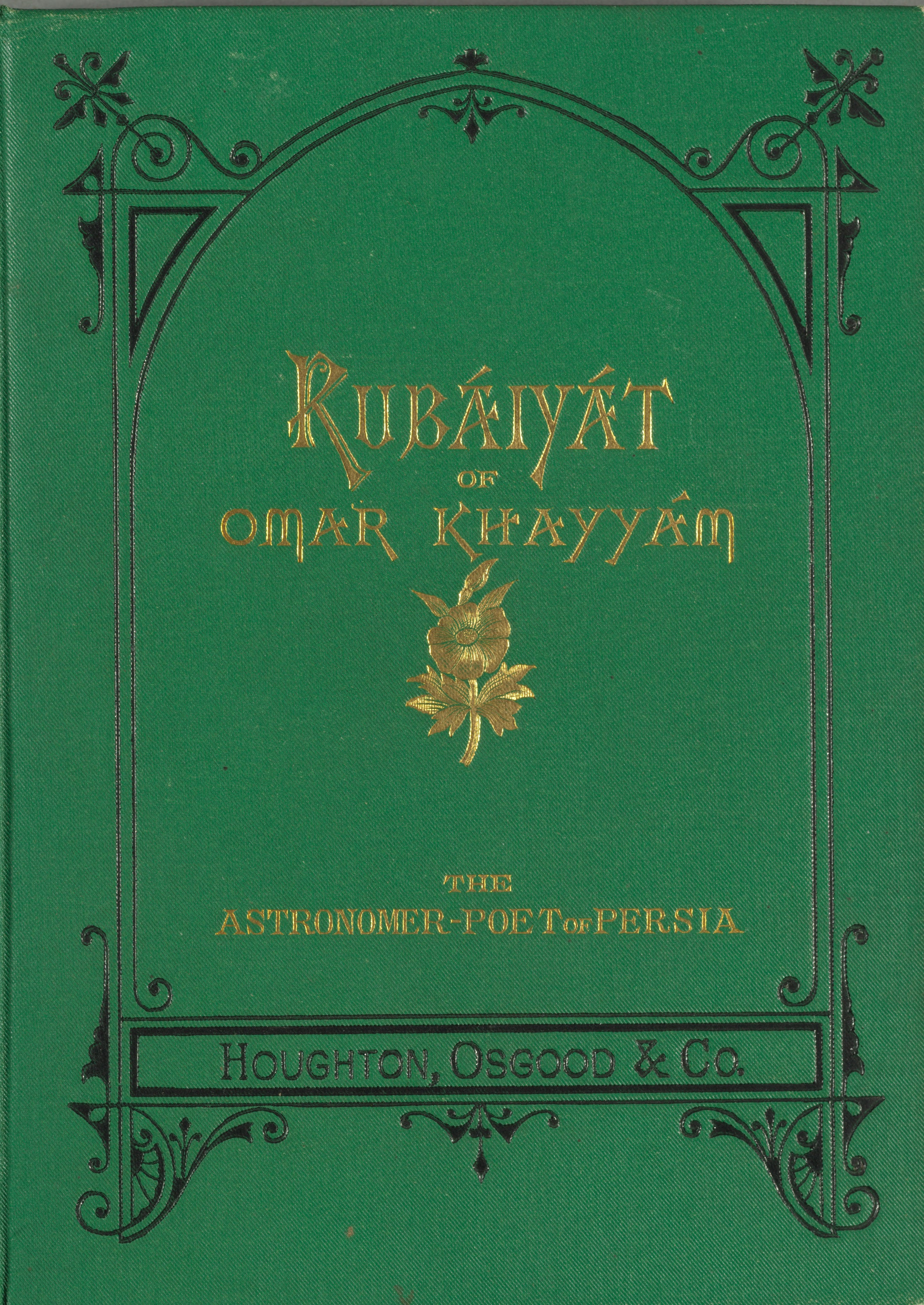
Přední strana prvního amerického vydání Chajámího rubajáše z roku 1878
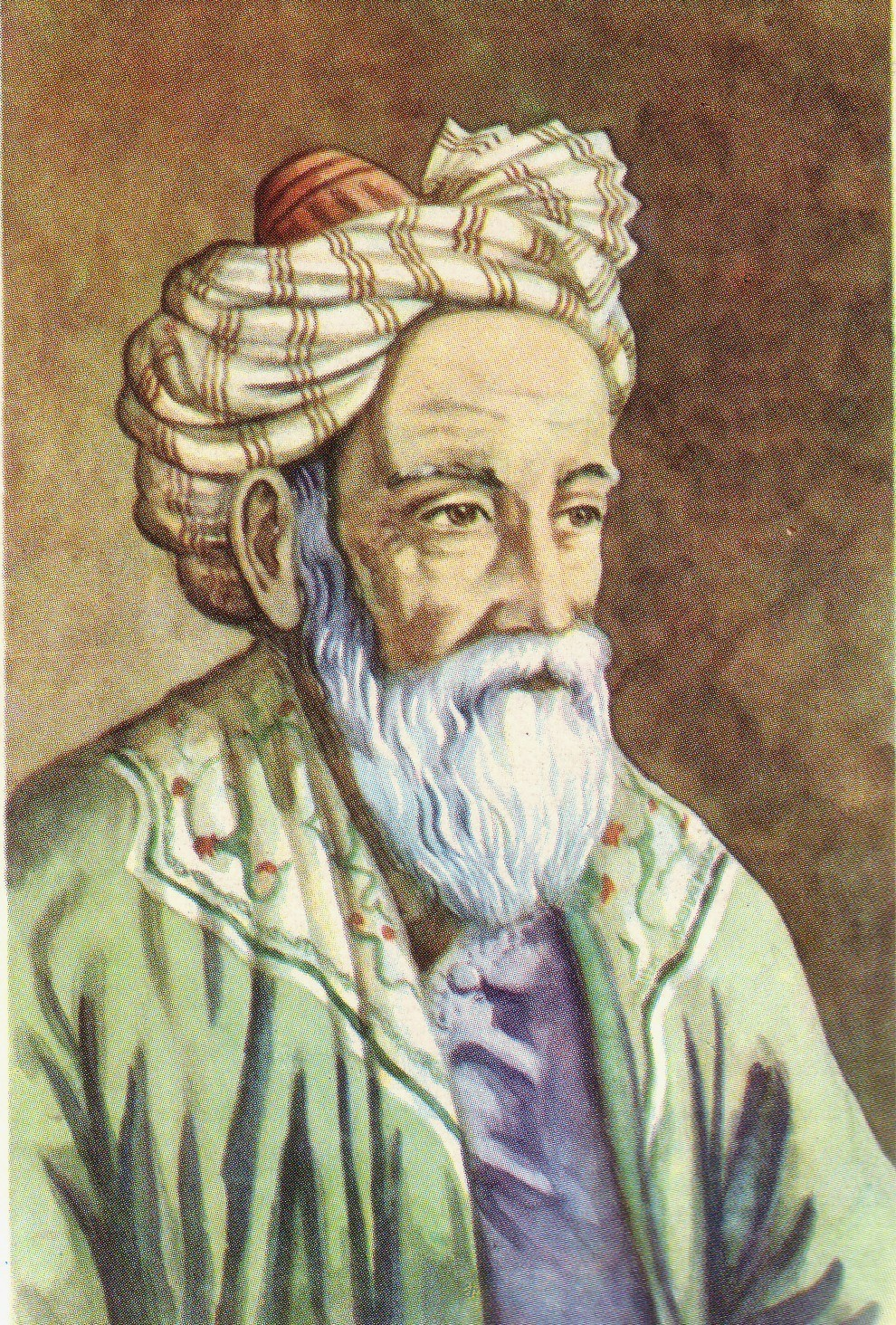
Omar Chajjám